# 풍천초등학교 (제주)
풍천초등학교는 대한민국 제주특별자치도 서귀포시 성산읍 신천리에 있는 공립 초등학교이다.

## 학교 연혁
- 1946년	12월 3일 풍천공립국민학교 개교(신천리 향사, 설립인가 9월 1일)
- 1970년	3월 6일 신풍분교장 설립 (1학급)
- 1972년	9월 7일 신천리 603번지로 학교 이전 (현재 위치)
- 1985년	9월 2일 병설유치원 인가 (1학급)
- 2001년 3월 1일 5학급 편성
- 2005년 2월 19일 교장실, 행정실 증축
- 2005년 2월 28일 교실 수리공사(바닥, 복도 칸막이)
- 2007년 9월 29일 교실 1동 신축 및 급식실 증축
- 2017년 3월 2일 병설유치원 증개축
- 2020년 1월 31일 제70회 졸업식(졸업생 총수 2,217명)
- 2020년 3월 1일 제33대 강연실 교장 취임

## 참고 자료
- 풍천초등학교 - 한국교육학술정보원 학교알리미